# Левита
Левита је мало, ненасељено острво које припада крајње источној групи Додеканеза (тзв. Западни Мали Додеканез). Западно од Левите је острво Мавра, а источно је удаљени Калимнос.